# Бистров Юрій Васильович
Юрій Васильович Бистров (29 березня 1937, Москва, СРСР) — радянський хокеїст, нападник.

## Спортивна кар'єра
На початку 60-х років захищав кольори клубу «Даугава» (Рига). Влітку 1963 року Ілля Фрідман і Юрій Бистров стали першими гравцями новоствореної команди «Динамо» (Київ). За український клуб відіграв чотири сезони, у тому числі і два — в елітному дивізіоні. Усього у вищій лізі — 125 матчів (41+11).

## Статистика
| Сезон               | Клуб                | Ліга                | І   | Г  | П  | О  | ШХ  |
| ------------------- | ------------------- | ------------------- | --- | -- | -- | -- | --- |
| 1960-61             | «Даугава» (Рига)    | вища                | 15  | 11 |    |    |     |
| 1961-62             | «Даугава» (Рига)    | вища                | 37  | 13 | 4  | 17 | 50  |
| 1962-63             | «Даугава» (Рига)    | вища                | 37  | 12 | 2  | 14 | 50  |
| 1963-64             | «Динамо» (Київ)     | перша               | 40  | 10 | 4  | 14 |     |
| 1964-65             | «Динамо» (Київ)     | перша               | 40  | 19 | 5  | 24 | 22  |
| 1965-66             | «Динамо» (Київ)     | вища                | 31  | 5  | 5  | 10 | 24  |
| 1966-67             | «Динамо» (Київ)     | вища                | 5   | 0  | 0  | 0  | 4   |
| Всього у вишій лізі | Всього у вишій лізі | Всього у вишій лізі | 125 | 41 | 11 | 52 | 128 |